# Kingkang
Kingkang is een bestuurslaag in het regentschap Klaten van de provincie Midden-Java, Indonesië. Kingkang telt 5000 inwoners (volkstelling 2010).